# 聖胡安查梅爾科
聖胡安查梅爾科（西班牙語：San Juan Chamelco），是危地馬拉的城鎮，位於該國北部，由上維拉帕斯省負責管轄，始建於1558年，面積80平方公里，海拔高度1,350米，人口11,944，人口密度每平方公里149人。